# Vitbröstad stare
Vitbröstad stare (Grafisia torquata) är en fågel i familjen starar inom ordningen tättingar.

## Utseende och läte
Hane vitbröstad stare är en udda och vacker stare med glansigt blåsvart fjäderdräkt och ett brett vitt band över bröstet. Honan är mer färglös, grå med ljusare fläckar på undersidan. Båda könen har gulorange ögon. Hanen är omisskännlig, men honan kan lätt förväxlas med andra starar, men särskiljs genom den grå fjäderdräkten utan glans, den korta stjärten och de gula ögonen. Bland lätena hörs tjirpande ljud och korta visslingar.

## Utbredning och systematik
Fågeln förekommer från Kamerun till Gabon, Centralafrikanska republiken och norra Kongo-Kinshasa. Den placeras som enda art i släktet Grafisia och behandlas som monotypisk, det vill säga att den inte delas in i några underarter.

## Levnadssätt
Vitbröstad stare hittas lokalt i savann, bergsbelägna gräsmarker och områden med blandat savann och skog. Den ses ofta i småflockar, ibland med andra starar.

## Status och hot
Arten har ett stort utbredningsområde, men tros minska i antal, dock inte tillräckligt kraftigt för att den ska betraktas som hotad. Internationella naturvårdsunionen IUCN listar arten som livskraftig (LC).